# Claude Wolff
Pour les articles homonymes, voir Wolff.
Ne doit pas être confondu avec Jean-Claude Wolff.
Claude Wolff est un homme politique français, né le 24 janvier 1924 à Strasbourg et mort le 6 mai 2005 à Clermont-Ferrand, à l'âge de 81 ans.

## Biographie
Fils de Simon Wolff, boucher-charcutier à Strasbourg, et Marthe Kahn, il est élève au lycée Kléber puis au Lycée Saint-Jean. En 1939, il est replié avec le pôle universitaire de Strasbourg à Clermont-Ferrand au moment de la déclaration de guerre. Il poursuit ses études au lycée Amédée-Gasquet puis à l'École supérieure de commerce, où il est diplômé de la promotion 1942.
Engagé volontaire dans la brigade Alsace-Lorraine en 1944, il est démobilisé en 1946 et choisit de vivre en Auvergne, où il entame une carrière d'expert-comptable. Il devient ainsi président de l'ordre régional des experts-comptables et vice-président du conseil supérieur de l'ordre des experts-comptables, mais aussi membre et président du conseil régional de l'ordre des commissaires aux comptes.
Entré en 1967 au conseil municipal de Chamalières, il succède à Valéry Giscard d'Estaing, parvenu à la présidence de la République, au poste de maire (1974-2005). Officier de la Légion d'honneur, il reçoit la « Marianne d'Or » des maires de France.
Personnage politique central de la région, il est conseiller général du canton de Rochefort-Montagne (1976-1988), vice-président du Conseil général du Puy-de-Dôme, conseiller régional d'Auvergne et premier vice-président de la communauté de communes de Clermont-Ferrand jusqu'au 6 mai 2005.
Député de la VIIe législature, il démissionne de ses fonctions le 31 juillet 1984, à la demande de Valéry Giscard d'Estaing, à la suite de son élection à la IIe législature du Parlement européen. Il soutient la candidature de Jacques Chirac, à l'Élection présidentielle française de 1988. Le 21 janvier 1990, il devient député de la 3e circonscription du Puy-de-Dôme lors d'une élection partielle, à la suite de la démission de Valéry Giscard d'Estaing.
Il épouse Jeannine Jacob, avec qui il a trois enfants : Catherine mariée à Thierry Sauvanet, directeur du Casino Évaux-les-Bains Partouche, Patrick, vice-président de la Ligue nationale de rugby et Béatrice.
Sa tombe se trouve au cimetière de Chamalières.

## Carrière politique

### Mandat européen
- 24 juillet 1984 - 24 juillet 1989 : député à la IIe législature du Parlement européen

### Mandats nationaux
- 14 juin 1981 - 31 juillet 1984 : député de la 2e circonscription du Puy-de-Dôme (UDF)
- 24 juillet 1984 - 24 juillet 1989 : député européen (UDF)
- 21 janvier 1990 - 1er avril 1993 : député de la 3e circonscription du Puy-de-Dôme (UDF)

### Mandats locaux
- 1974-2005 : maire de Chamalières
- 1976-1988 : conseiller général du canton de Rochefort-Montagne

## Décorations
- Officier de la Légion d'honneur (1994)[8]